# 曼纽尔·弗雷德里克
曼纽尔·弗雷德里克（英語：Manuel Frederick，1947年10月20日—），生于坎努尔县，印度男子曲棍球运动员。他曾代表印度国家队参加1972年夏季奥林匹克运动会曲棍球比赛，获得一枚铜牌。